# Daylon Claasen
Daylon Claasen (Klerksdorp, 28 januari 1990) is een Zuid-Afrikaans voetballer die als middenvelder uitkomt.
Hij genoot zijn jeugdopleiding bij Ajax Cape Town, tot hij op 18-jarige leeftijd naar Amsterdam verhuisde om verder te groeien in de academie van AFC Ajax. Wegens de sterke concurrentie kon Claasen nooit echt doorbreken bij Ajax. In augustus 2010 tekende hij een driejarig contract Bij Lierse SK. Na eens seizoen in Polen bij Lech Poznan speelde hij sinds 2014 voor TSV 1860 München. In 2017 ging hij naar Bidvest Wits

## Internationale carrière
Claasen maakte in 2009 deel uit van de selectie van het Zuid-Afrikaans voetbalelftal-U20, dat deelnaam aan het FIFA WK-U20 in Egypte.

## Statistieken
| Seizoen                                       | Club             | Competitie            | Wedst | Goals |
| --------------------------------------------- | ---------------- | --------------------- | ----- | ----- |
| 2010/11                                       | Lierse SK        | Jupiler Pro League    | 32    | 2     |
| 2011/12                                       | Lierse SK        | Jupiler Pro League    | 30    | 7     |
| 2012/13                                       | Lierse SK        | Jupiler Pro League    | 7     | 0     |
| 2013/14                                       | Lech Poznan      | Ekstraklasa           | 24    | 3     |
| 2014/15                                       | TSV 1860 München | 2.Bundesliga          | 15    | 0     |
| 2015/16                                       | TSV 1860 München | 2.Bundesliga          | 25    | 2     |
| 2016/17                                       | TSV 1860 München | 2.Bundesliga          | 14    | 0     |
| 2017/18                                       | Bidvest Wits FC  | Premier Soccer League | 24    | 1     |
| Totaal                                        | Totaal           | Totaal                | 171   | 15    |
| Tabel voor het laatst bijgewerkt op 24-08-16. |                  |                       |       |       |